# Кулык, Виктор Анатольевич
Ви́ктор Анато́льевич Кулы́к (род. 1966; Тульчинский район, Винницкая область) — российский кларнетист, солист симфонического оркестра Мариинского театра, лауреат республиканского конкурса, заслуженный артист Российской Федерации (2005).

## Биография
Виктор Кулык родился в Тульчинском районе Винницкой области, украинец, получил музыкальное образование в Винницком музыкальном училище и Санкт-Петербургской консерватории.
С 1989 года он был артистом оркестра Санкт-Петербургского Камерного театра, в 1991—1992 годах играл в оркестре Эрмитажного театра «Санкт-Петербург Камерата».
С 1995 года Кулык — солист-концертмейстер группы кларнетов симфонического оркестра Мариинского театра. Он также был участником Всемирного оркестра мира.
В 2005 году Виктору Кулыку было присвоено почётное звание заслуженного артиста Российской Федерации.

## Награды и звания
- Лауреат I премии республиканского конкурса (Донецк). Не подтверждено.
- Заслуженный артист Российской Федерации (2005)